# Nicole Boguth
Nicole Boguth (* 1965) ist eine deutsche Schauspielerin, Moderatorin, Hörspiel-, Werbe-, Hörbuch- und Off-Sprecherin.

## Leben
Nicole Boguth studierte vier Semester Humanmedizin, was ihr ein medizinisches Basiswissen verschaffte, das sie später in ihrem Beruf als Sprecherin und Schauspielerin nutzte. 1987/88 hatte sie ein Theaterengagement an der Komödie Düsseldorf. 1990 trat sie als Krankenschwester in dem Kinofilm Werner – Beinhart! vor die Kamera. Anschließend spielte sie in allen drei Staffeln der TV-Serie Unsere Hagenbecks die Tierpflegerin Cora Kirsch. 1997 übernahm sie die Rolle einer Ärztin in Alphateam – Die Lebensretter im OP. Es folgten weitere TV-Auftritte.
Boguth absolvierte ein Volontariat beim Radio und erhielt Sprecherziehung. Sie war als Radio-Moderatorin bei NDR2, SWR1 und Radio Victoria tätig. Sie spricht unter anderem Hörbücher, Hörspiele (z. B. im Radio-Tatort Falsches Herz), Werbespots, Computerspiele (z. B. Mass Effect Teil 1 bis 3) und Off-Texte.
Boguth hat einen Sohn und wohnt in Köln.

## Filmografie
- 1990: Regina auf den Stufen (Fernsehserie)
- 1990: Werner – Beinhart!
- 1991–1994: Unsere Hagenbecks (Fernsehserie)
- 1997: Alphateam – Die Lebensretter im OP (Fernsehserie, 53 Folgen)
- 1998: König auf Mallorca
- 1998: Großstadtrevier – Einsatz mit Geschmack (Fernsehserie)
- 2001: Großstadtrevier – Künstlerpech
- 2006: Tatort – Bienzle und der Tod in der Markthalle

## Hörfunk-Features / -Dokumentationen (Auswahl)
- 2007: Kundschafterin im Auftrag des Sozialismus – Die Geschichte der Gabriele Gast – Autor: Thomas Gaevert – SWR2 Dschungel, 25 Min.

## Videospiele
- seit 2002: Halo als Cortana
- seit 2006: Gears of War als Anya Stroud
- 2007: Team Fortress 2 als Ansagerin
- seit 2007: Mass Effect als weibliche Version von Shepard